# Drupadia ravindra
Drupadia ravindra är en fjärilsart som beskrevs av Thomas Horsfield 1829. Drupadia ravindra ingår i släktet Drupadia och familjen juvelvingar. Inga underarter finns listade i Catalogue of Life.

## Bildgalleri

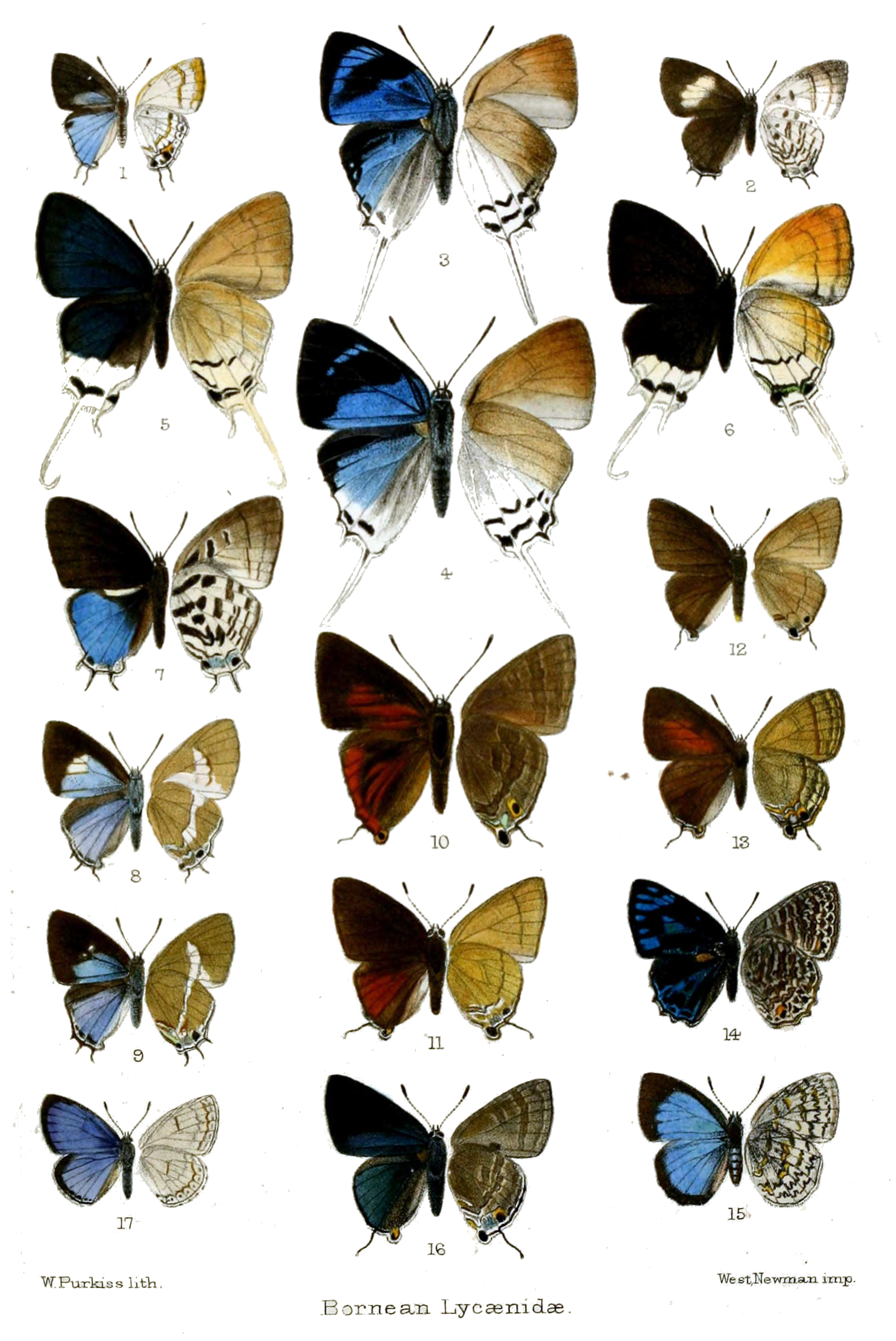
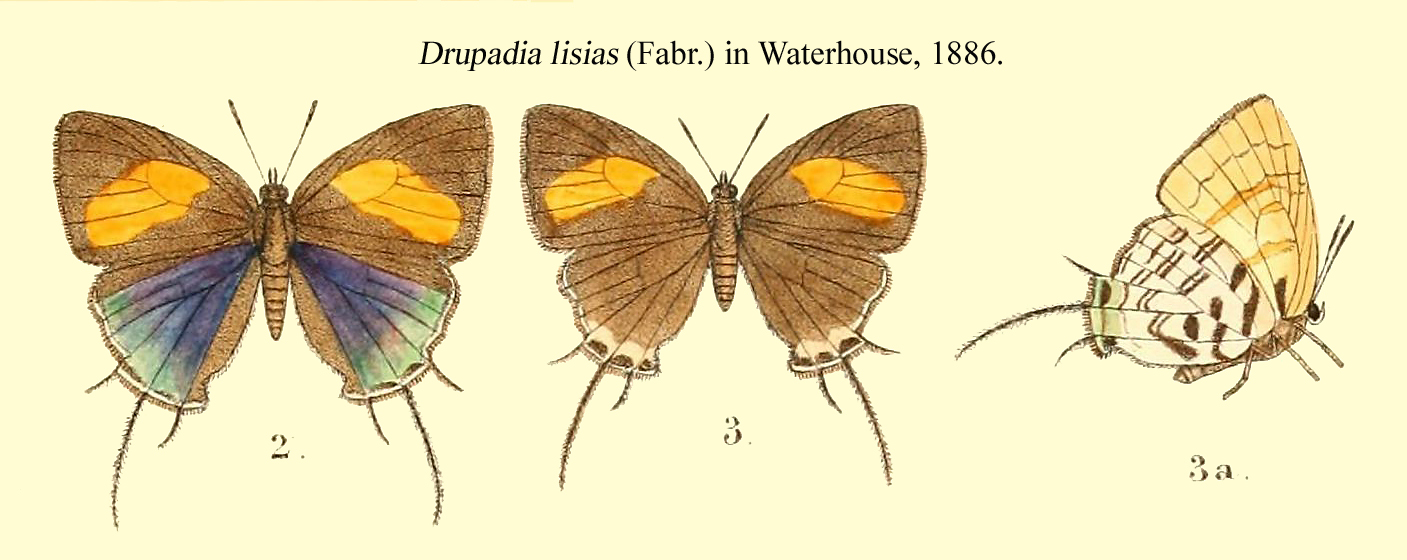
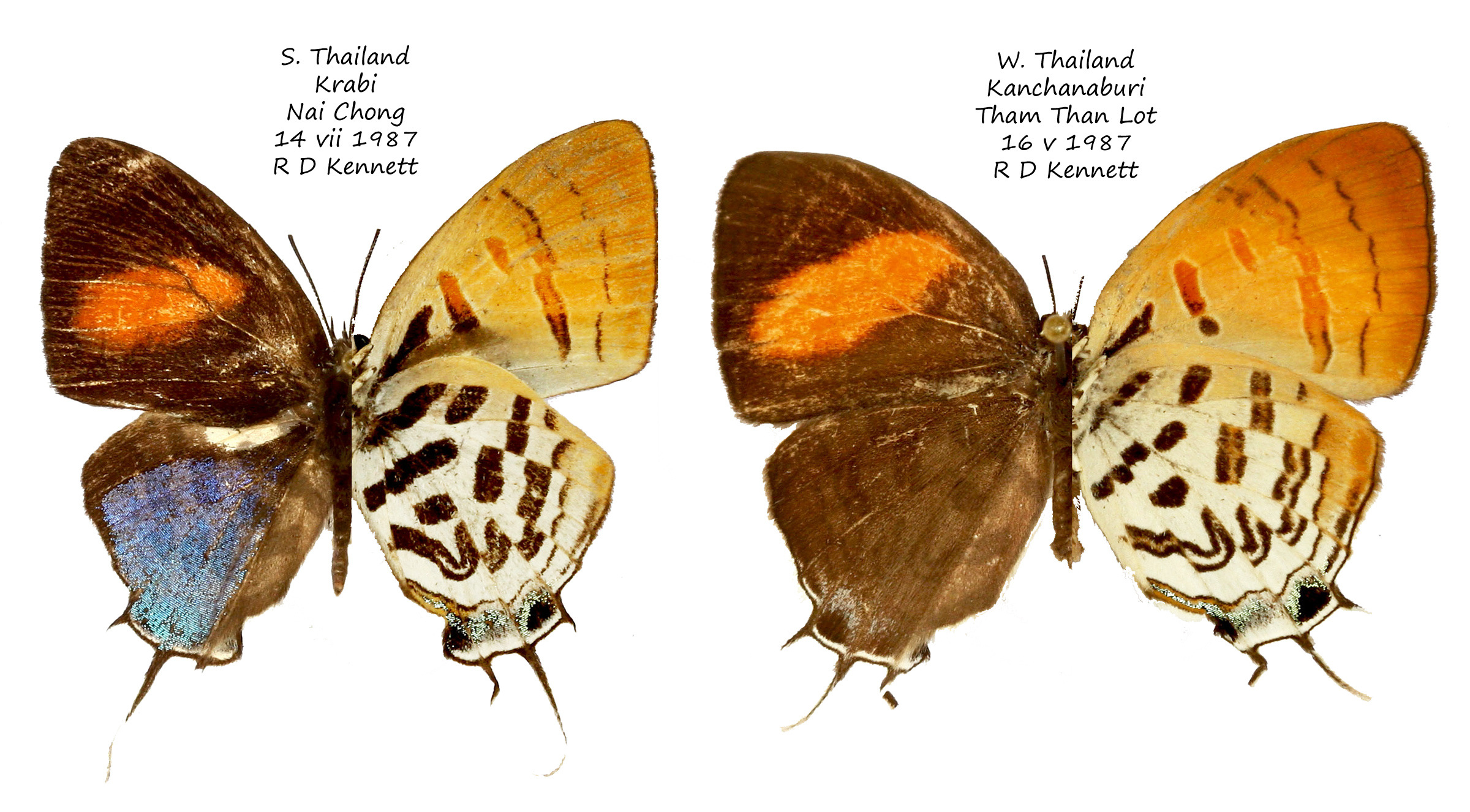
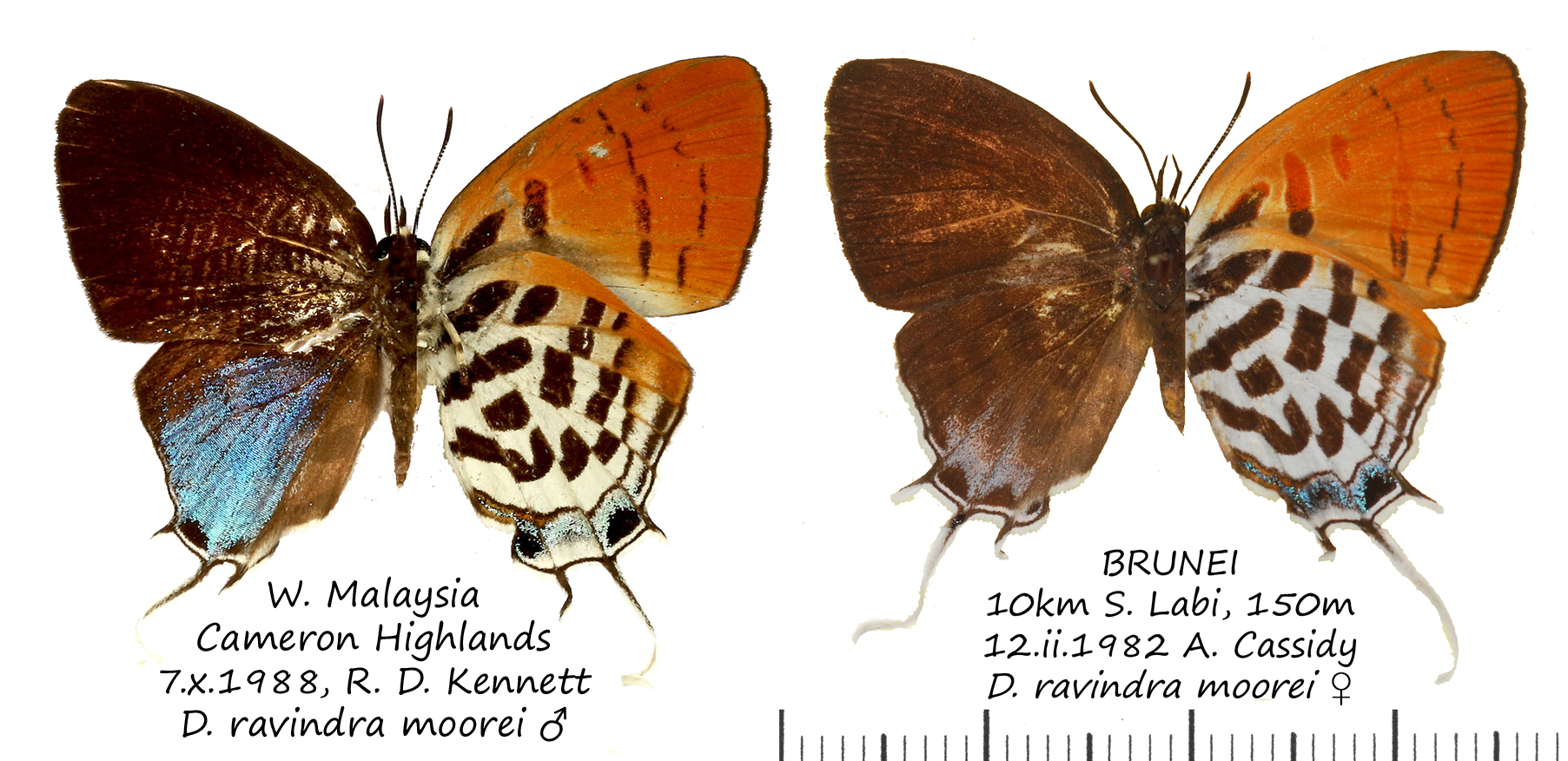
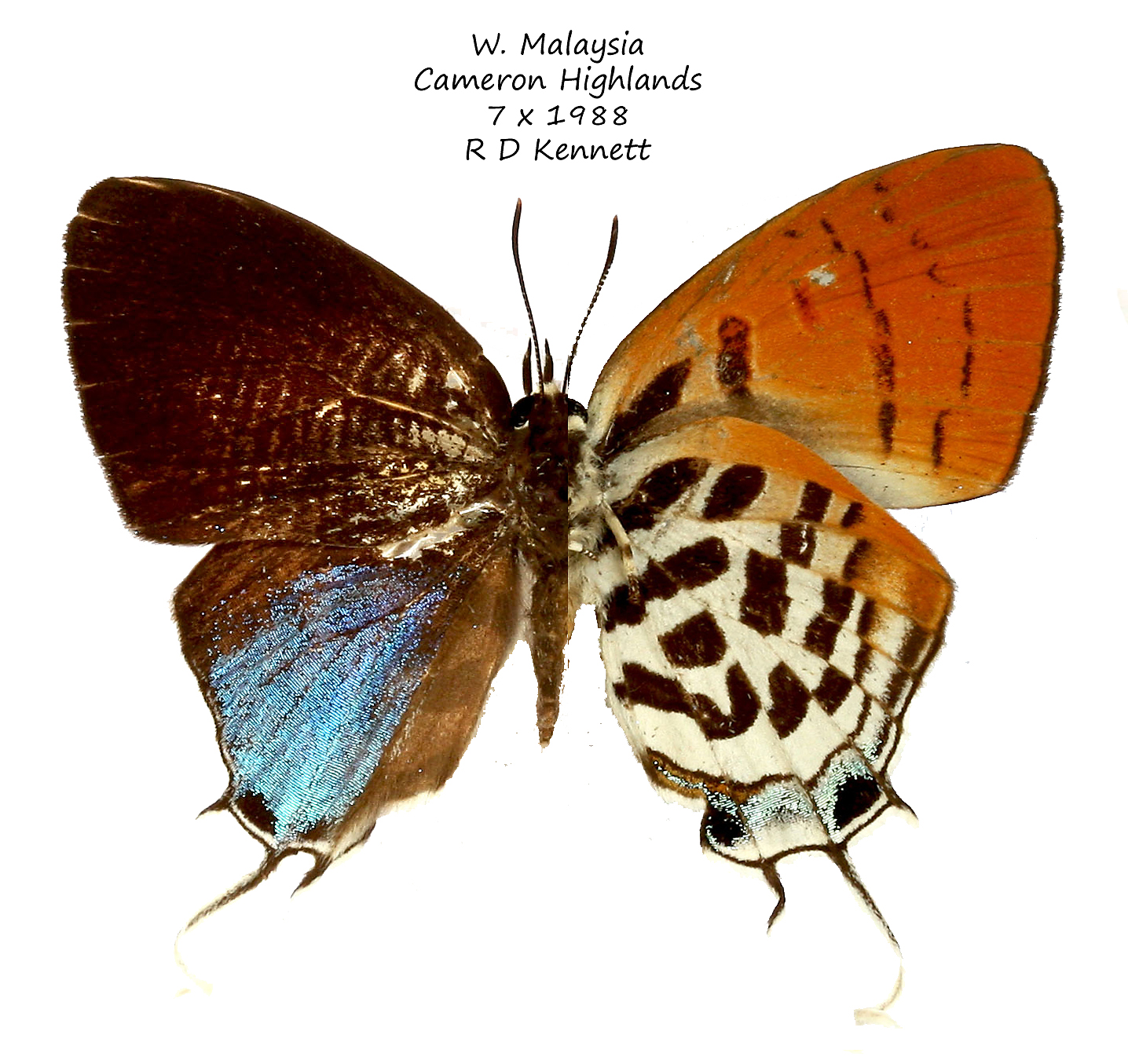
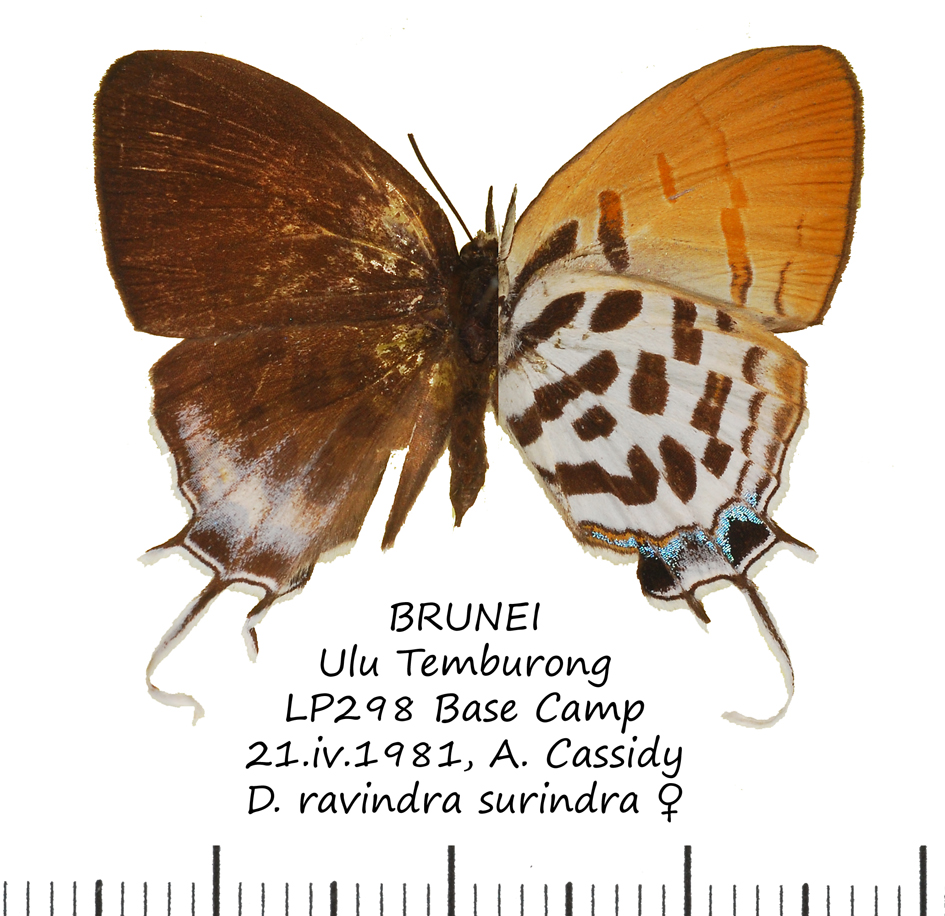